# Hieracium dissimile
Hieracium dissimile es una especie de planta con flor del género Hieracium, de la familia Asteraceae, orden Asterales.

## Distribución
Hieracium dissimile se distribuye por Escocia, Noruega y Suecia.

## Taxonomía
Fue descrita científicamente por Lindeb. ex Elfstr. Fue publicada en Hier. Alp. Mittl. Skand.